# Ferran Cuito i Canals
Ferran Cuito i Canals (Barcelona 1898 - 1973) fou un enginyer industrial i polític català, estava casat amb la filla del polític Amadeu Hurtado. Durant la Dictadura de Primo de Rivera fou militant d'Acció Catalana i un dels caps de la Societat d'Estudis Militars. El 1931 fou el primer director general d'Indústries de la Segona República Espanyola. Després fou president del Consell Superior d'Indústria el 1932-1933, del Patronat de Turisme de la Generalitat de Catalunya (1933-1934) i del Consorci de la Zona Franca (1936). En esclatar la Guerra Civil Espanyola fou enviat a França pel president Lluís Companys per tal d'informar l'aleshores ministre de finances francès, Vincent Auriol, de l'abast de la revolta militar.
Durant la guerra fou enviat a Txecoslovàquia per tal de comprar armament bèl·lic amb el general Sanjuan, però fou detingut per la Gestapo a Colònia. Alliberat al cap d'un mes gràcies a les gestions d'Amadeu Hurtado, es va exiliar a Perpinyà, on va mantenir una dilatada correspondència amb Lluís Nicolau d'Olwer. Va participar en nombroses iniciatives culturals, com la fundació de la revista Quaderns de Perpinyà i participà en la Setmana d'Estudis Catalans (1947) de Prada de Conflent, i en el Patronat de Cultura Popular Catalana.

## Fons personal
El seu fons personal es conserva a l'Arxiu Nacional de Catalunya. El fons conté la documentació generada i rebuda per Ferran Cuito i Canals; documentació personal (correspondència) i relacionada amb la seva activitat política durant la II República Espanyola com a director general d'Indústria i com a president del Consell Superior d'Indústria (inclou correspondència, informes, publicacions). El fons també conté documentació fruit de la seva actuació com a president del Patronat de Turisme de la Generalitat.